# 大塚いちお
大塚 いちお（おおつか いちお、1968年12月9日  - ）は、日本のイラストレーター、アートディレクター。東京造形大学特任教授。

## 来歴
新潟県上越市出身。
父親は大工職人。新潟県立高田北城高等学校を卒業して上京。グラフィックデザイン系の専門学校を卒業。グラフィックデザイナーとして広告制作会社に内定したものの、絵を描いて生きていきたいという思いから辞退。アルバイトをしながら、フリーのイラストレーターとして活動を始めた。
2005年、『GIONGO GITAIGO J”ISHO』（ピエブックス）で東京ADC賞を受賞。

## 作品

### イラストレーター
- キリンビール「8月のキリン」のパッケージイラスト（2003年）
- 日本郵政グループメッセージ広告
- 横浜ゴム「PRGR」ブランド広告
- オリンパス企業キャラクター
- カルビー「素材まるごとトート」イラスト
- JR北陸新幹線 上越妙高駅 お出迎えキャラクター「ウェルモ」
- パトリス・ルコント監督『ドゴラ』
- TBSドラマ『ハタチの恋人』タイトルバックアニメーション（2007年）
- NHK連続テレビ小説『半分、青い。』タイトルバックイラスト（2018年）[6][7]

### アートディレクター
- 関西テレビ『ゴーイング マイ ホーム』「クーナ」デザイン[8]
- NHK Eテレ『みいつけた!』
- NHK Eテレ『えいごであそぼ』キャラクターデザイン
- 横浜銀行「あなたのそばで、夢みる未来。シリーズ」
- 東日本銀行のポスター
- Jリーグ 川崎フロンターレのユニフォームデザイン

### 絵本
- 福音館書店
  - 「もののえほん いちにち」（「ごはん たべよ」「おでかけしようか」「おやすみなさい」）
  - 「かたちのえほん まる さんかく しかく」（「まる みつけた」「さんかく みつけた」「しかく みつけた」）
- イーストプレス
  - 「クーナ」 ※ドラマ『ゴーイング マイ ホーム』の登場キャラの物語